# Peter Windsor
Peter Windsor född den 11 april 1952 är en journalist för F1 Racing som tidigare jobbat som teamkoordinator i Williams och Ferrari.